# Radius (filme)
Radius (bra: Zona Mortal) é um filme canadense de suspense e ficção científica dirigido e escrito por Caroline Labrèche e Steeve Léonard. Estreou no Fantasia International Film Festival em 17 de julho de 2017. No Brasil, foi lançado pela Mares Filmes.

## Sinopse
Após sofrer um acidente de carro e ficar desacordado, Liam desperta sem memória, e ao andar pela cidade, se depara com uma série de mortes misteriosas.

## Elenco
- Diego Klattenhoff como Liam Hartwell
- Charlotte Sullivan como Jane / Rose Grayson Daerwood / Lily Grayson
- Brett Donahue como Sam Daerwood

## Produção
A ideia inicial veio de duas fontes. O primeiro foi a revelação climática de Oldeuboi, onde dois personagens revelaram ter uma conexão secreta. O segundo era um antigo enredo de quadrinhos em que o Superman era impotente para salvar as pessoas porque elas morreriam se entrassem em contato com ele. As filmagens ocorreram em Manitoba, começando em junho de 2016.

## Recepção
No agregador de críticas Rotten Tomatoes, que categoriza as opiniões apenas como positivas ou negativas, o filme tem um índice de aprovação de 93% calculado com base em 15 comentários dos críticos. Entretanto, com as mesmas opiniões sendo calculadas usando uma média aritmética ponderada, a nota é 7.30/10. Em uma crítica no NOW Toronto, Norman Wilner disse que o filme perde o "clima irresistível" ao longo da trama. JimmyO no JoBlo's Movie Network disse que o filme tem um "conceito fascinante", e chamou de "uma das melhores surpresas de ficção científica do ano."
Patrick King, do Cultured Vultures avaliou o filme como "um suspense com um truque que poderia facilmente ter desmoronado nas mãos erradas. Felizmente, os diretores e seu elenco conhecem suas coisas e entregam um quase-suspense divertido com um gancho legal."
Chris Knight, em revisão para o National Post disse que "como um episódio antigo de Twilight Zone, Radius abre com uma premissa impressionante e, em seguida, retém algumas informações vitais, mantendo você adivinhando até sua conclusão chocante." Tasha Robinson, do The Verge disse que "Radius é um filme de alto conceito do início ao fim e depende de surpresas para manter a história em movimento."
Jennie Kermode, escrevendo para o Eye for Film disse que "Radius poderia facilmente desorientar o tempo todo. Felizmente, Labrche e Lonard sabem quando dar um passo atrás no questionamento e manter um forte senso de ímpeto o tempo todo." Kim Newman, em sua crítica para o Screen International disse que "freqüentemente, histórias com ganchos narrativos incríveis perdem o fôlego, mas Larche e Lonard continuam apresentando reviravoltas satisfatórias que levam o filme a águas emocionais inesperadamente profundas."